# Berwick-Preis
Die Berwick-Preise sind Mathematik-Preise der London Mathematical Society (LMS), die nach dem ehemaligen Vizepräsidenten der LMS William Edward Hodgson Berwick (1888–1944) benannt sind. Senior Berwick Prize und Berwick Prize werden abwechselnd vergeben (also jeweils alle zwei Jahre).
Der Berwick-Preis hieß früher (bis 1999) Junior-Berwick-Preis. Er wird in ungeradzahligen Jahren vergeben. Der Preisträger muss Mitglied der LMS sein, darf nicht der Royal Society angehören und darf nicht mehr als 15 Jahre Karriere als Post-Doc-Mathematiker hinter sich haben. Preisträger des Senior-Berwick-Preises, der De-Morgan-Medaille, des Whitehead-Preises, des Senior-Whitehead-Preises, des Naylor-Preises und des Pólya-Preises sind ausgeschlossen. Der Preis wird für herausragende mathematische Arbeiten, publiziert in den vorherigen acht Jahren, durch die LMS vergeben. Der erste Preis wurde 1947 vergeben.
Der Senior-Berwick-Preis wird für herausragende Arbeiten eines Mitglieds der LMS vergeben, die in den acht Jahren zuvor von der LMS publiziert wurde. Die Person darf weder die De-Morgan-Medaille, den Naylor-Preis, den Senior-Whitehead-Preis oder den Pólya-Preis der LMS erhalten haben. Er wird in geradzahligen Jahren vergeben. Der erste Preis wurde 1946 vergeben.

## Senior-Berwick-Preis
- 1946 Louis Mordell
- 1948 J. H. C. Whitehead
- 1950 Kurt Mahler
- 1952 William Vallance Douglas Hodge
- 1954 Harold Davenport
- 1956 Edward Charles Titchmarsh
- 1958 Philip Hall
- 1960 John Edensor Littlewood
- 1962 Graham Higman
- 1964 Walter Hayman
- 1966 Frank F. Bonsall
- 1968 George Leo Watson
- 1970 Alfred Goldie
- 1972 Richard Rado
- 1974 Paul Cohn
- 1976 Albrecht Fröhlich
- 1978 E. M. Wright
- 1980 Christopher Hooley
- 1982 John Griggs Thompson
- 1984 James Alexander Green
- 1986 G. Peter Scott
- 1988 David Epstein
- 1990 Nigel Hitchin
- 1992 James Eells
- 1994 Andrew Ranicki
- 1996 Roger Heath-Brown
- 1998 Edward Brian Davies
- 2000 John Toland
- 2002 Jeremy Rickard
- 2004 Boris Zilber
- 2006 Miles Reid
- 2008 Kevin Buzzard
- 2010 Dusa McDuff
- 2012 Ian Agol
- 2014 Daniel Freed, Michael J. Hopkins, Constantin Teleman
- 2016 Keisuke Hara, Masanori Hino
- 2018 Marc Levine
- 2020 Thomas Hales
- 2022 John Greenlees, Brooke Shipley
- 2024 Christopher J. Bishop[1]

## Berwick-Preis
- 1947 Arthur Geoffrey Walker
- 1949 Lionel Cooper
- 1951 David Bernard Scott
- 1953 Douglas Northcott
- 1955 Walter Hayman
- 1957 Claude Ambrose Rogers
- 1959 Ioan James
- 1961 Michael Atiyah
- 1963 John Frank Adams
- 1965 C. T. C. Wall
- 1967 John Kingman
- 1969 Graham Robert Allan
- 1971 John Horton Conway
- 1973 David G. Larman
- 1975 Richard G. Haydon
- 1977 George Lusztig
- 1979 Robert Charles Vaughan
- 1981 Roger Heath-Brown
- 1983 David H. Hamilton
- 1985 Charles John Read
- 1987 Peter Linnell
- 1989 Geoffrey Raymond Robinson (G. R. Robinson)
- 1991 William Crawley-Boevey
- 1993 Trevor Wooley
- 1995 John Greenlees
- 1997 Dugald Macpherson
- 1999 David Burns
- 2001 Marcus du Sautoy
- 2003 Tom Bridgeland
- 2005 Iain Gordon
- 2009 Joseph Chuang, Radha Kessar
- 2015 Pierre Emmanuel Caprace, Nicolas Monod
- 2017 Kevin Costello
- 2019 Clark Barwick
- 2021 Ailsa Keating
- 2023 Jian Ding, Ewain Gwynne
- 2025 Adrien Brochier, David Jordan[2]